# Guido Graf von Matuschka
Guido Johannes Graf von Matuschka, Freiherr von Toppolczan und Spaetgen (* 7. März 1849 in Ober-Schönfeld; † 20. Dezember 1935 in Potsdam) war ein preußischer Generalmajor.

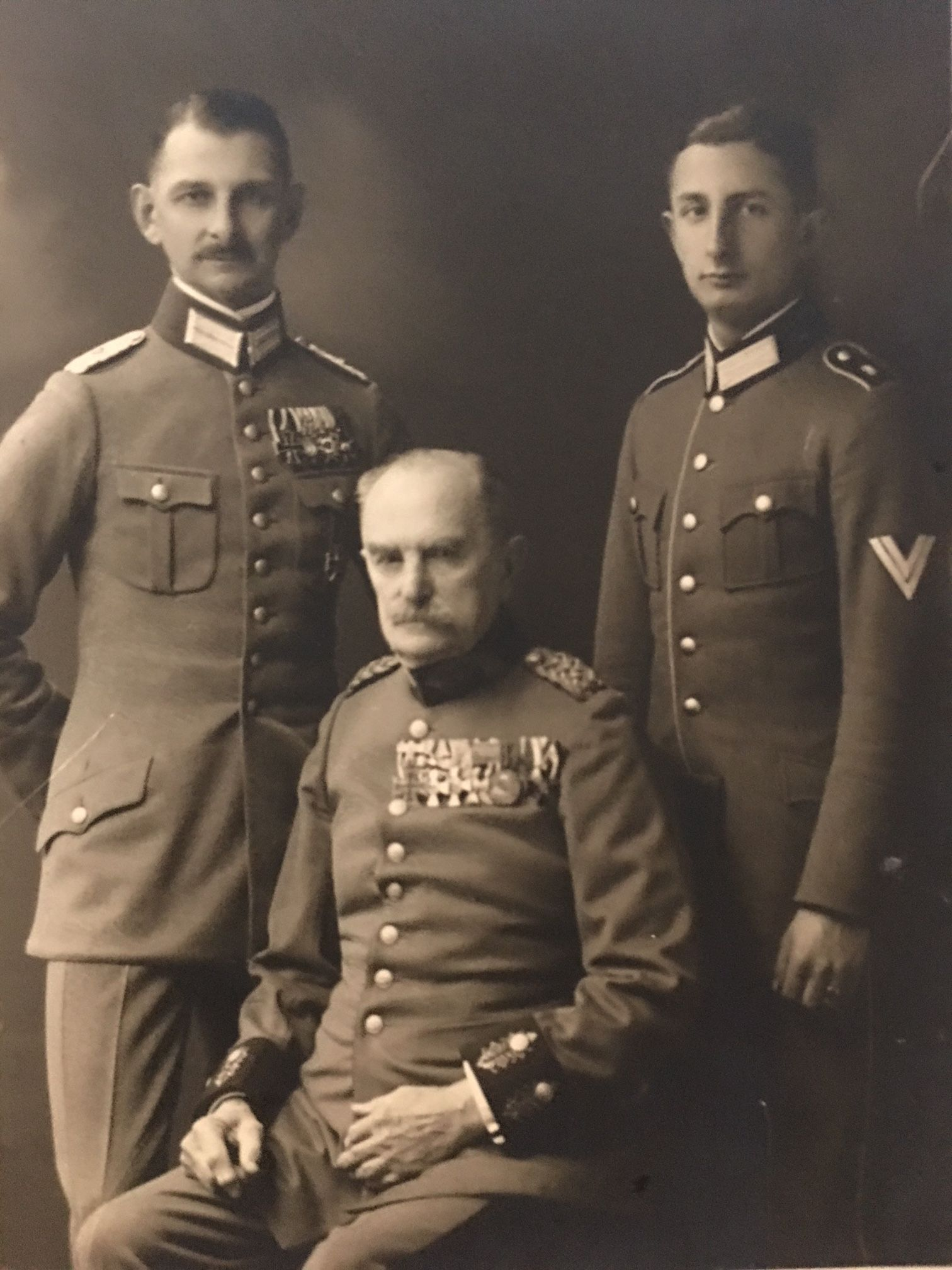
Generalmajor a. D. Guido Graf von Matuschka (Mitte) mit seinem Sohn Heinrich, Oberst und Kommandant der Festung Glogau (links), und Enkel Friedhelm, Offizieranwärter im Potsdamer Infanterie-Regiment 9 (rechts)

## Leben

### Herkunft
Guido war der dritte Sohn des Kammerherrn Otto Graf von Matuschka, Freiherr von Toppolczan und Spaetgen (1815–1890), Besitzer des Ritterguts Kosel bei Bunzlau, und dessen erster Ehefrau Klara, geborene von L’Estocq (1820–1898). Sein ältester Bruder Matthias (1840–1918) erbte Kosel; sein nächstälterer Bruder Emanuel (1842–1861) verlor sein junges Leben als Seekadett der Preußischen Marine beim Untergang ihres Segelschulschiffs Amazone 1861 vor der niederländischen Nordseeinsel Texel.

### Militärkarriere
In die Preußische Armee trat Matuschka 1868 als Offizieranwärter beim 4. Garde-Regiment zu Fuß in Berlin ein. Mit seinem Regiment nahm er 1870/71 am Krieg gegen Frankreich teil und wurde im Laufe der Schlacht bei Gravelotte-St. Privat beim Angriff auf Sainte-Marie-aux-Chênes am 18. August 1870 verwundet. Nach seiner Gesundung nahm er an den Kämpfen bei Beaumont und Sedan sowie der Belagerung von Paris teil. Zwischenzeitlich Mitte September 1870 zum Sekondeleutnant befördert, erhielt Matuschka das Eiserne Kreuz II. Klasse.
Nachdem er Anfang April 1878 zum Premierleutnant befördert worden war, übernahm er 1884 als Hauptmann die 6. Kompanie des Regiments. In dieser Verwendung wirkte er bei einer der wenigen Militärparaden vor Kaiser Friedrich III. mit. Die Parade der 2. Garde-Infanterie-Brigade fand am 29. Mai 1888 kurz vor dem Tod des 99-Tage-Kaisers im Park von Schloss Charlottenburg statt und wurde von Kronprinz Wilhelm, dem späteren Wilhelm II., kommandiert. 1894 wechselte Matuschka als Major und Kommandeur des II. Bataillons zum 1. Hessischen Infanterie-Regiment Nr. 81 nach Frankfurt am Main. Wie eine ganze Reihe von Offizieren aus seiner Familie kehrte auch er im Laufe seiner Militärkarriere nach Schlesien in das Stammland der Matuschka zurück. Als Oberstleutnant wurde er Ende Januar 1900 etatmäßiger Stabsoffiziers im Grenadier-Regiment „König Friedrich III.“ (2. Schlesisches) Nr. 11 in Breslau. 1902 wurde Matuschka zum Oberst und Kommandeur des traditionsreichen Grenadier-Regiments „König Friedrich Wilhelm II.“ (1. Schlesisches) Nr. 10 im nahe gelegenen Schweidnitz ernannt. Im April 1903 wurde er in Genehmigung seines Abschiedsgesuchs zur Disposition gestellt und zog er mit seiner Familie nach Dresden-Blasewitz.
Während des Ersten Weltkriegs wurde er als z.D.-Offizier wiederverwendet und war Abschnittskommandeur der Festung Posen. 1915 erhielt Matuschka den Charakter als Generalmajor und 1916 das zugehörige Patent. Im Anschluss wurde er bis zum Kriegsende als Kommandeur der stellvertretenden 18. Infanterie-Brigade in Liegnitz verwendet.
Nach dem Ersten Weltkrieg lebte er in Potsdam in der Alleestraße 13 (der heutigen „Weißen Villa Matuschka“). Am 20. Dezember 1935 wurde der hochbetagte pensionierte General beim Überqueren der Straße vor seinem Potsdamer Haus von einem Luftwaffenfahrzeug des Jagdgeschwaders „Richthofen“ erfasst und erlag auf dem Weg ins Städtische Krankenhaus seinen schweren Verletzungen.

### Familie
Matuschka hatte am 20. September 1884 Hedwig von Hertzberg (1863–1940) geheiratet, die Tochter des preußischen Oberstleutnants Hermann von Hertzberg und seiner Ehefrau Auguste, geborene Gumtau. Aus der Ehe gingen drei Söhne hervor:
- Hans-Joseph (1885–1968), Konsul a. D., Major der Reserve ⚭ 1921 Emilie (Emmy) Pastor (1895–1977), Tochter des Fabrikbesitzers Emil Pastor und dessen Ehefrau Mathilde, geborene Nellessen
- Heinrich (1887–1935), Oberst und Kommandant der Festung Glogau, starb an den Folgen einer schweren Kriegsverwundung ⚭ 1912 Anni von Heydebrand und der Lasa (1891–1964), Tochter des Mitglieds des Preußischen Herrenhauses, Besitzer des Gutes Storchnest und Kammerherrn Heinrich von Heydebrand und der Lasa und dessen Ehefrau Gisela, geborene Gräfin von Matuschka
- Emanuel, genannt Emmo (1891–1914), gefallen als kaiserlicher Leutnant zur See und Wachoffizier auf dem U-Boot U 11

Alle vier Enkelsöhne des Ehepaars Guido und Hedwig Matuschka bzw. alle Söhne von Heinrich und Anni Matuschka wurden zunächst der Familientradition folgend Offizier:
- Friedhelm (1913–1979), seit einem Dienstunfall 1936 körperlich schwer behindert, diente im Potsdamer Infanterie-Regiment 9, als Ordonnanzoffizier beim Ersten Generalstabsoffizier der Heeresgruppe Mitte in Smolensk und schließlich als Major in der Abteilung Fremde Heere West im Oberkommando des Heeres in Zossen. Er studierte später Evangelische Theologie und wurde Gemeindepfarrer in Dortmund-Wellinghofen.[1][2]
- Hartmut (1914–1945), gefallen als Kapitänleutnant und Kommandant des U-Boots U 482, zuvor E-Messoffizier auf dem Schweren Kreuzer Prinz Eugen
- Siegfried (1917–1943), gefallen als Hauptmann der Luftwaffe und Staffelkapitän im Jagdgeschwader 26
- Volkhart (1921–2000), Leutnant in der Panzer-Aufklärungsabteilung 90, später Industriekaufmann bei der Buderus AG in Wetzlar

### Grabstätte

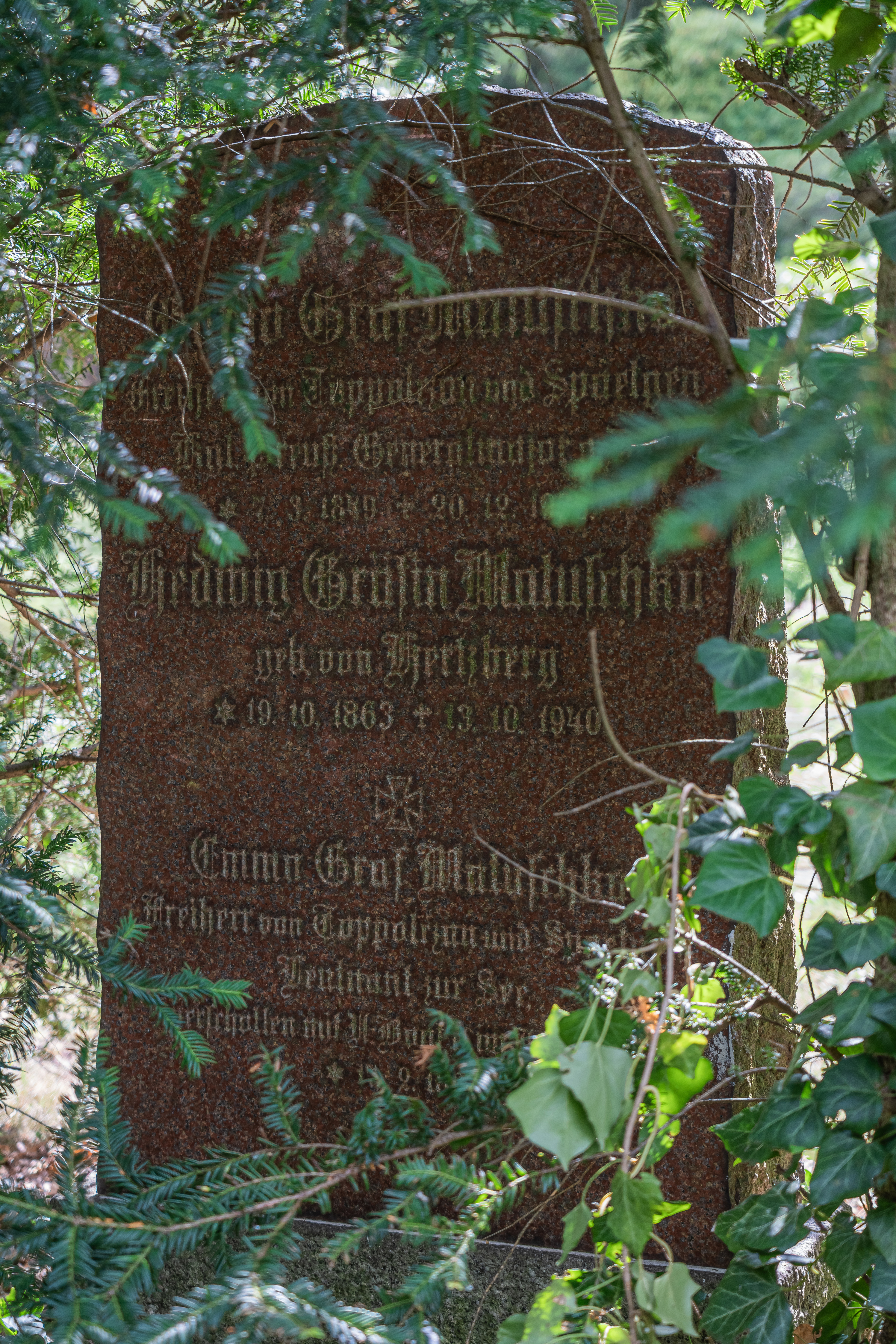
Grab von Matuschka in Potsdam

General Graf Matuschka und seine Ehefrau Hedwig wurden in Potsdam auf dem Neuen Friedhof bestattet. Ihr Grabstein erinnert zugleich an Leutnant zur See Emmo Graf Matuschka, der im Dezember 1914 als U-Boot-Offizier gefallen ist.